# Bimbo Godoy
María Virginia Godoy (1980, Argentina), más conocida como Bimbo Godoy o Señorita Bimbo, es comediante, actriz, locutora radial y activista feminista. Fue conductora, junto a Malena Pichot, del programa radial Furia Bebé.

## Biografía
Fue criada en Buenos Aires por la cantante y actriz Virginia Luque y del locutor Lionel Godoy. Si bien Godoy siempre supo que era adoptada, en 2021 manifestó haber descubierto que ese proceso había sido ilegal, por lo cual lo que considera correcto es decir que fue apropiada. Sobre la situación irregular de su apropiación no tiene información precisa ni terminante, por lo cual no tiene por cierta su fecha de nacimiento ni el lugar en el que ocurrió el mismo, aunque se tiene como dato posible el 1 de octubre de 1980 en las Termas de Río Hondo, Santiago del Estero.

## Trayectoria profesional
Comenzó siendo maquilladora para, luego de diez años, dejar esa profesión y volcarse de lleno a la actuación.
Formada en esta disciplina con docentes como Alicia Bruzzo, Alejandra Catalán, Pedro Asquini, Carlos Gandolfo, Joy Morris, Marcelo Savignone, Viviana Iasparra, y en canto con Elisa Tobelem, tuvo su primera presentación profesional en “Feizbuk Freaks” (2010), de José María Muscari.
Para televisión, Godoy ha sido notera en Un Mundo Perfecto (de Roberto Pettinato), formó parte del programa La puta ama (Florencia Peña),
Godoy ha publicado un libro, Bimbotiquín Vol. 1. Consultorio emocional para la deconstrucción romántica.
Godoy condujo diversos ciclos radiales tales como Spam, en Nacional Rock (FM 93.7), y Villa cariño, Radio Cíclope y luego Nacional Rock, Furia Bebé junto a Malena Pichot y Martín Rechimuzzi en Futurock, Un loco en el camino, por la misma emisora.
Actuó en Sex virtual (José María Muscari), protagonizó junto a Luisa Kuliok “Hacer la vida”, film de Alejandra Marino. En el Centro Cultural Ricardo Rojas, dirigió O.N.J., una obra en un ciclo de óperas prima. Protagonizó la obra teatral 32 semanas.
Godoy fue protagonista, junto a Tomás Quintín Palma, de la comedia televisiva "Checho y Batista", emitida por la TV Pública. Realizó los especiales Stand up Argento y El stand-up es nuestra religión para Comedy Central (Latinoamérica). Participó como actriz y panelista en los programas Entre nosotras, Por ahora, Historias de corazón, Lobo, Historias de la primera vez, Televisión x la inclusión, Un mundo perfecto, El elegido, y Ciega a citas.
Bimbo Godoy participó también en películas tales como El eslabón podrido, Viudas, Así vaya Buda a Dubai, avisá, La oficina, Nanaí, Cara de Queso.